# Sociedad Ibérica del Nitrógeno
La Sociedad Ibérica del Nitrógeno (SIN), renombrada posteriormente como Nitratos Asturianos (Nitrastur), fue una empresa española del sector de la industria química que operó entre 1923 y 1997. Tenía su centro de producción en la localidad asturiana de Langreo, en las cuencas mineras.

## Historia
La Sociedad Ibérica del Nitrógeno (SIN) fue constituida en 1923, con la participación de varias entidades financieras: el Banco Urquijo, Banco de Castilla, Banco Arnús, Banco Central, Banco Español de Crédito y Banco Santander. Se contaba así mismo con la asistencia técnica de dos sociedades francesas: «L'Air Liquide» y la «Societé Chimique de la Grande Paroisse». En la localidad de Langreo se levantó una fábrica química de amoníaco sintético y sulfatos junto a las instalaciones de Duro Felguera en La Felguera. Durante el transcurso de la Guerra Civil las instalaciones estuvieron inactivas.
El Instituto Nacional de Industria llegó a participar en el accionariado de SIN, entre 1942 y 1951, iniciándose una alianza entre las dos partes que deparó ciertos beneficios a la empresa —en un contexto de carestías económicas y materiales—. Dadas las limitaciones de la planta original la empresa emprendería entre 1950 y 1954 la construcción de un nuevo complejo industrial, que contaba entre otras cosas con naves de fabricación, almacenes de material, talleres, parques de materias primas, depósitos de líquidos o gases, etc. El complejo estaba enlazado con la red ferroviaria. Con posterioridad la renombrada Nitrastur cayó en la órbita del grupo Explosivos Río Tinto (ERT), que llegó a controlar un 65 % del capital de la empresa. Mantuvo su actividad hasta el cese de producción en 1997.